# Sanja Rođak-Karšić

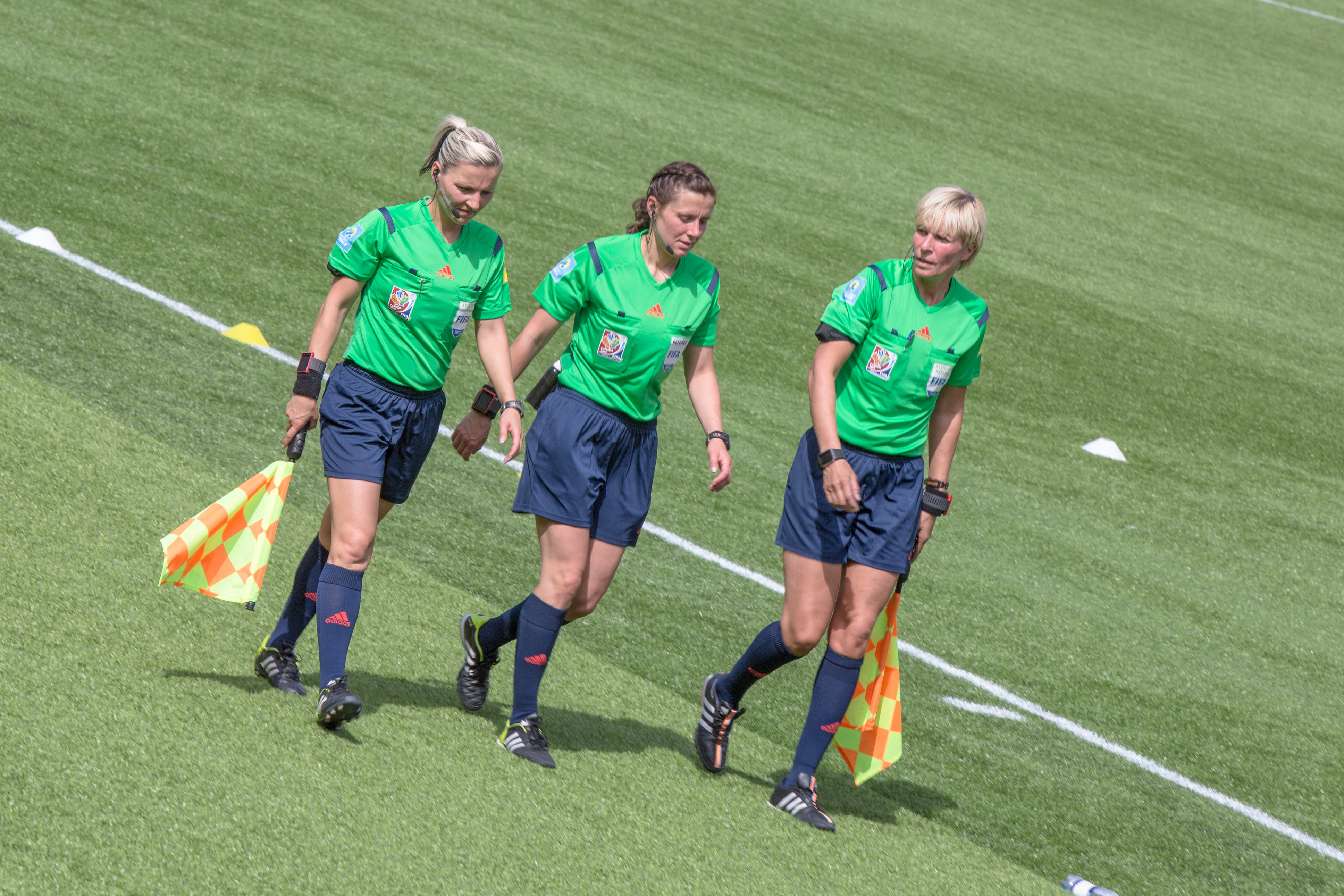
Sanja Rođak-Karšić (links) mit Kateryna Monsul und Natalija Ratschynska bei der WM 2015 in Kanada

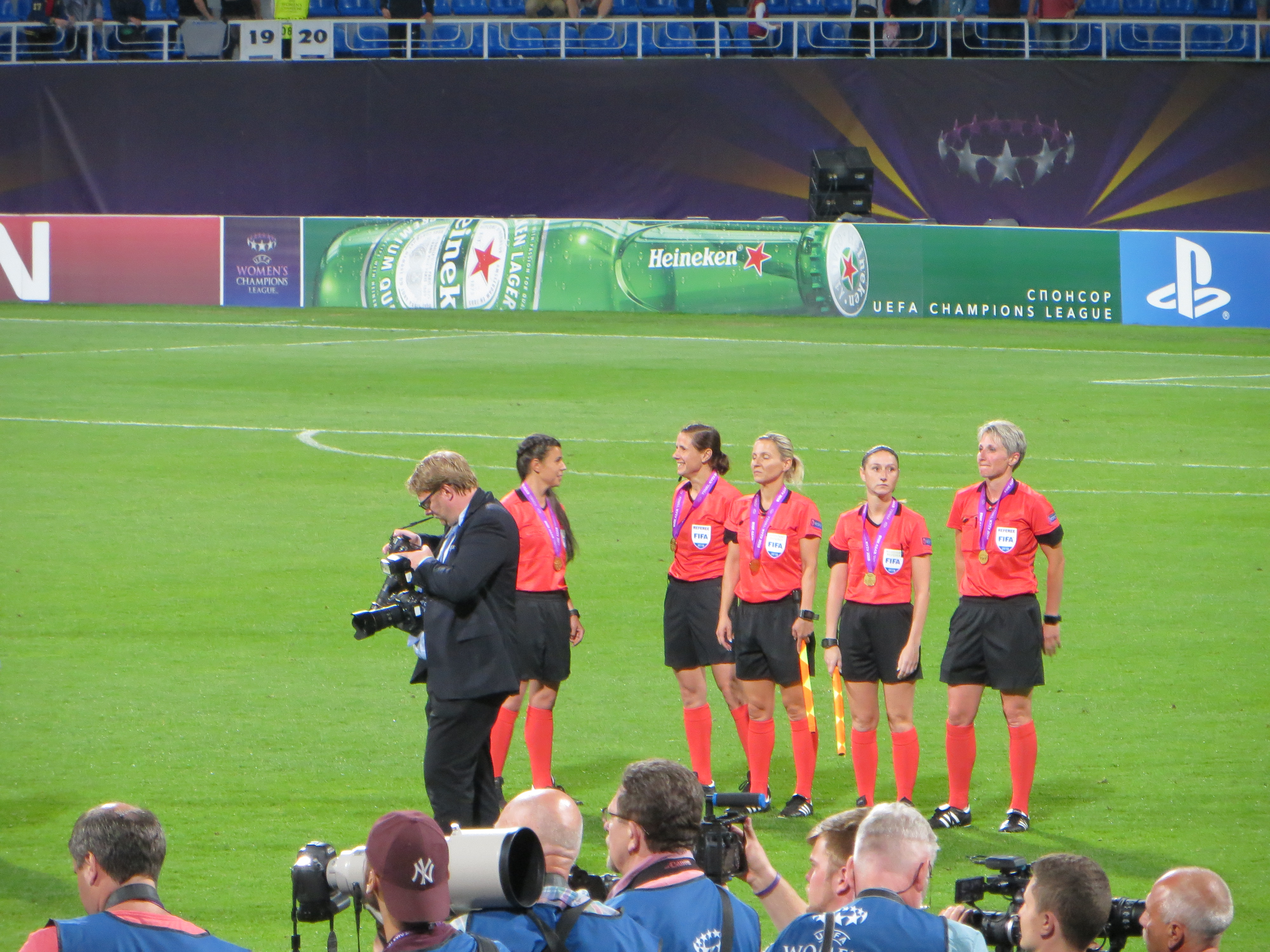
Sanja Rođak-Karšić (Mitte) beim Finale der Women’s Champions League 2017/18

Sanja Rođak-Karšić (* 16. Dezember 1983 in Podravske Sesvete, Gespanschaft Koprivnica-Križevci als Sanja Karšić) ist eine kroatische Fußballschiedsrichterassistentin.

## Werdegang
Seit 2009 steht Rođak-Karšić auf der Liste der FIFA-Schiedsrichter und leitet internationale Fußballpartien.
In der Saison 2014/15 wurde Rođak-Karšić erstmals bei einem Spiel in der Women’s Champions League und in der Saison 2015/16 erstmals bei Spielen in der ersten kroatischen Herren-Liga eingesetzt.
Rođak-Karšić war unter anderem Schiedsrichterassistentin bei der Weltmeisterschaft 2015 in Kanada, beim olympischen Fußballturnier 2016 in Rio de Janeiro, bei der Europameisterschaft 2017 in den Niederlanden, bei der Weltmeisterschaft 2019 in Frankreich, beim olympischen Fußballturnier 2020 in Tokio und bei der Europameisterschaft 2022 in England (im Schiedsrichtergespann von Ivana Martinčić).
Am 24. Mai 2018 leitete Rođak-Karšić gemeinsam mit Jana Adámková und Sian Massey-Ellis das Finale der Women’s Champions League 2017/18 zwischen dem VfL Wolfsburg und Olympique Lyon (1:4 n. V.).